# Столбище (Белгородская область)
Столбище — хутор в Волоконовском районе Белгородской области России. В составе Ютановского сельского поселения.

## География
Хутор расположен в восточной части Белгородской области, на правом берегу реки Оскола, в 2 км по прямой к северо-западу от северо-западных окраин районного центра Волоконовки.

## История
Селение возникло «на правой стороне Оскола в устье буерака Малиновского».
В 1859 году — Бирюченского уезда «деревня владельческая Столбищи (Столбище) при реке Осколе», «по правую сторону тракта на город Харьков».
В 1900 году — Бирюченского уезда Волоконовской волости хутор Столбище, земельный надел 891,8 десятины, 3 общественных здания.
С июля 1928 года хутор Столбище — в Ютановском сельсовете Волоконовского района.
В 2010 году хутор Столбище — в составе Ютановского сельского поселения Волоконовского района.

## Население
В 1859 году в деревне Столбищах было 74 двора, 663 жителя (330 мужчин, 333 женщины).
В 1900 году на хуторе Столбище — 161 двор, 991 житель (501 мужчина, 490 женщин).
На 1 января 1932 года в Столбище — 816 жителей. По сведениям переписей населения на хуторе Столбище на 17 января 1979 года — 243 жителя, на 12 января 1989 года — 151 (65 мужчин, 86 женщин), на 1 января 1994 года — 84 хозяйства и 163 жителя, в 1997 году — 89 хозяйств и 153 жителя, в 1999 году — 160 жителей, в 2001 году — 152.
| 1859 | 1897 | 2002 | 2010 |
| ---- | ---- | ---- | ---- |
| 663  | ↘582 | ↘149 | ↘145 |